# Dogmengeschichte
Die Dogmengeschichte ist innerhalb der christlichen Theologie eine Teildisziplin der historischen Theologie, die sich mit der Entstehung und Entwicklung kirchlicher Dogmen befasst (= Dogmengeschichtsschreibung). Dogmen als etwas geschichtlich Gewordenes und nicht ewig Unveränderliches betrachten zu können, ist eine Frucht der Aufklärung. Somit entstand im 18. Jahrhundert Dogmengeschichte im Protestantismus als wissenschaftliche Disziplin. Dogmengeschichte blieb bis weit ins 19. Jahrhundert „eine nahezu ausschließlich prot[estantische] Domäne“, so Joachim Drumm. Der Beitrag zeitgenössischer katholischer Theologen habe in theoretischen Überlegungen zur Dogmenentwicklung bestanden; nach 1900 wurden eine Reihe von dogmengeschichtlichen Einzelstudien katholischer Theologen vorgelegt – keine Gesamtentwürfe.
Spätestens seit dem 20. Jahrhundert besteht unter deutschen Dogmengeschichtlern ein Konsens, dass es eine enge Verflechtung zwischen der Entwicklung der Dogmen und ihren geistes-, sozial- und institutionsgeschichtlichen Faktoren gebe. Diese Verflechtung wird für die Darstellung als „konstitutiv“ (und somit Teil des Faches selbst) angesehen.
Dogmatisch meint in der Theologie nicht in erster Linie traditional (so dass man die Dogmen nicht rechtfertigen will). Sondern die Dogmatik und Systematik hat gerade das Ziel der Begründung von Theologumena, also von theologischen Glaubenssätzen. Die Dogmengeschichte ist eine historische Teildisziplin der Theologie und untersucht historisch-wissenschaftlich diese Begründungen und auch die Entstehung und Veränderung der theologischen Systematik. Es gibt typische Fragen, die immer wieder herausfordern: Braucht man überhaupt Dogmen, können wir nicht undogmatisch selbst denken? Wie ist es eigentlich mit der Identität des christlichen Glaubens bestellt, wenn Dogmen sich ändern?

## Der Begriff Dogma
Dogma ist ein Wort aus der hellenistischen Bildungswelt: altgriechisch δόγμα dógma bedeutete einerseits die (zum Beispiel kaiserliche) Verfügung, den Erlass, die Verordnung oder das Gebot, andererseits den Lehrsatz, nämlich den verbindlichen Satz einer philosophischen, juristischen oder medizinischen Schule. In der Stoa wurde der Begriff Dogma dann klar gefasst als „(a) universale Aussage einer nichtsinnlichen Erkenntnis über das Wesen des Weltgeschehens und Menschseins (b) mit unverzichtbarer Orientierungskraft für die Lebensführung (c) und unantastbarer Geltung.“ Flavius Josephus griff diesen stoischen Sprachgebrauch auf, wenn er schrieb, die Heiligen Schriften Israels enthielten altgriechisch δόγματα των Ἰουδαίων dógmata tōn Ioudaíōn „Dogmen der Judäer.“ Das Christentum gebrauchte den Begriff Dogma schon seit dem 2. Jahrhundert, um damit die Gesamtheit der christlichen Lehre zu bezeichnen und das Christentum somit den Zeitgenossen wie eine Philosophenschule bzw. als die wahre Philosophie darzustellen. Die ökumenischen Konzilien fügten dann dem christlichen Dogmenbegriff das Element hinzu, dass bestimmte Fragen auf den Konzilien verbindlich und endgültig geklärt worden seien. Die Akten der Konzilien bezeichneten mit dógma allerdings nicht ihre Lehrentscheidungen; diese heißen vielmehr „der Glaube (der Orthodoxen oder der Väter)“. Zwar ist dógma im Sinne von Kirchenlehre ein Vorzugswort des Kirchenhistorikers Sozomenos, aber damit ist er, nach Martin Elze, für die griechischsprachige Alte Kirche nicht repräsentativ. Hier führte vielmehr Basilios folgenden Sprachgebrauch ein: explizit formulierte Kirchenlehren sind altgriechisch κήρυγματα kḗrygmata. während mit altgriechisch δόγματα dógmata die nicht schriftlich formulierten, landläufigen Glaubensüberzeugungen sowie Riten gemeint sind. Die lateinisch schreibenden kirchlichen Autoren des 4. Jahrhunderts (Ambrosius von Mailand, Rufinus, Hieronymus) gebrauchten den philosophisch gefüllten Begriff dogma häufig und in dreifachem Sinn: für philosophische, häretische und großkirchliche Lehren. Zum Begriff dogma tritt also meist das differenzierende Attribut.
Der Begriff dogma gehört zum Vorzugsvokabular des Vinzenz von Lérins. Die Irrlehrer verkünden neue Dogmen (nova dogmata); demgegenüber steht das himmlische, kirchliche, katholische Dogma. Die Kirche ist bei Vinzenz die „eifrige und vorsichtige Wächterin über die die bei ihr niedergelegten Dogmen.“ Vinzenz bevorzugt den Singular dogma, um die Gesamtheit der Kirchenlehren zu bezeichnen: „Von dem ganzen Dogma der Kirche soll man fassen, was mit dem Verstand gefasst werden kann, und was nicht, soll man glauben.“ Vinzenz wurde aber in den folgenden Jahrhunderten kaum gelesen und der Begriff dogma auch selten verwendet. Das änderte sich, als das Communitorium in den Auseinandersetzungen der Reformationszeit neu entdeckt wurde. Johann Sichard druckte die Schrift erstmals in seiner Quellensammlung Antidotum contra diversas omnium fere saeculorum haereses (1528). 35 Ausgaben und 22 Übersetzungen des Communitoriums allein im 16. Jahrhunderten zeigen die starke Rezeption in der Reformationszeit. Nicht nur altgläubige Theologen, sondern auch die Reformatoren beriefen sich auf Vinzenz und gebrauchten das Wort Dogma in dem von Vinzenz geprägten Sinn.

## Dogmenentwicklung
Der vor allem in römisch-katholischer Theologie übliche Begriff Dogmenentwicklung behandelt das Verhältnis von Offenbarung und Tradition. Bibel und Tradition gelten als Offenbarungsquellen, die von der Kirche bezeugt werden. Dietrich Wiederkehr führt hierzu aus: Die Bibel, die auf das Ursprungsgeschehen der Offenbarung Gottes zurückverweise, habe einen Vorrang vor der kirchlichen Tradition und sei zugleich beginnende Tradition; die Entgegensetzung von Schrift und Tradition sei daher ungeschichtlich. Nicht nur das Lehramt, sondern das ganze Volk Gottes sei Träger der Tradition (sensus fidei).
Eine in den Offenbarungsquellen bereits vorkommende Aussage kann von der Kirche als Dogma vorgelegt werden, gegebenenfalls auch in präzisierter oder entwickelter Form. Dem Konzept des Depositum fidei folgend, kann die Kirche darüber hinaus Dogmen erklären, die in den Offenbarungsquellen explizit nicht enthalten sind. Beispiele: Siebenzahl der Sakramente, Sakramentalität der Ehe, Unfehlbarkeit des Papstes, Dogma der Unbefleckten Empfängnis Mariens, Dogma der Aufnahme Mariens in den Himmel.
Während die Neuscholastik Dogmenentwicklung als Deduktion aus Offenbarungssätzen verstand, gelang es im 19. und 20. Jahrhundert zunehmend, Dogmenentwicklung als historisches Geschehen in den Blick zu bekommen: Katholische Tübinger Schule, John Henry Newman, Nouvelle Théologie. Das Zweite Vatikanische Konzil bejahte die Geschichtlichkeit des Dogmas und lehrte, die Glaubensüberlieferung nicht als System von Sätzen zu sehen, sondern als all das, „was die Kirche selber ist, alles, was sie glaubt“ (Dei verbum 8).
Anknüpfend an das Lehrwerk von John Henry Newman versteht die katholische Dogmatik heute die Entwicklung der christlichen Lehre als Entfaltung (aber nicht: Evolution) der kirchlichen Identität in der Zeit, jedoch nicht unter Führung einer „autonomen“ Theologie, sondern unter Anleitung des kirchlichen Amtes, das im Bischofskollegium mit und unter dem Papst tätig ist.
Wilfried Härle versteht „Akte der Bekenntnis- und Dogmenbildung“ als besondere Situationen in der Auslegungsgeschichte der Bibel, in der die Kirche, eine Konfession oder eine kirchliche Gemeinschaft zu einer Interpretation des christlichen Glaubens findet, der für sie dann ein Identitätsmerkmal darstellt und mit der sie fortan in einer historischen Kontinuität steht. „Das hindert jedoch nicht, daß auch solche Lehrentscheidungen alsbald zum Gegenstand einer Auslegungsgeschichte werden […]“

## Themenfelder der Dogmengeschichte

### Kanon der Bibel
Die wichtigste theologische Grundlage ist die Bibel als Heilige Schrift. Die christliche Bibel besteht aus dem Alten Testament, das in etwa dem Tanach entspricht und auf Hebräisch (und in kleinen Teilen auf Aramäisch) geschrieben wurde, und dem Neuen Testament, das auf Griechisch verfasst wurde.
Die Frage nach dem Kanon der Bibel, also die Festlegung, welche Bücher zur Bibel dazugehören, wirft Fragen auf, die in der Dogmengeschichte je nach Epoche verschieden beantwortet wurden: Kann man Bücher davon weglassen, neue hinzunehmen? Wieso hat gerade die Bibel eine solche Autorität? Wie stehen und standen die Christen zur Bibel? Wann ist der Kanon entstanden und warum? Wie kann man die Bibel verstehen? Wie soll sie richtig gelesen und ausgelegt werden?

### Glaubensbekenntnisse
Die älteste Form, die christlichen Grundaussagen zusammenzufassen, waren die Glaubensbekenntnisse, die sich aus dem Taufsymbol entwickelt haben. In diesen Bekenntnissen sind die nachfolgend aufgeführten zentralen Themen der Dogmengeschichte bereits enthalten. Die Dogmenbildung begann bereits am Übergang vom Frühchristentum, das noch weitgehend in der Verfolgung stand, zum anerkannten Christentum unter Konstantin dem Großen ca. 312 und sollte als Arianischer Streit ins allgemeine geschichtliche Bewusstsein treten. Das Konzil von Nicäa 325, durch Konstantin einberufen, versuchte Diskussionen um die Christologie verbindlich zu entscheiden.

### Trinitätslehre
Die Taufe im Namen des Vaters und des Sohnes und des Heiligen Geistes veranlasste die junge Kirche, das Wesen Gottes in drei Personen (Trinität) mehr und mehr zu reflektieren.

### Christologie
Das zentrale Dogma der Trinität machte es für die Theologen der Alten Kirche erforderlich, die Person Jesu Christi in seiner Wesenseinheit mit dem himmlischen Vater näher zu verstehen (Christologie).

### Sünde und Gnade
Das Mysterium der Erlösung des Menschengeschlechts durch Jesus Christus brachte überdies neues Licht in das Rätsel des Bösen und der Unvollkommenheit der Kreatur.

### Wort und Sakrament
Jesus Christus als das ewige Wort des Vaters ist gegenwärtig in seiner Kirche als Zeichen und Werkzeug der Einheit der Menschen mit Gott und untereinander. Diese sakramentale Gegenwart des ewigen Lebens in Taufe und Eucharistie unterscheidet das christliche Dogma von allen anderen religiösen Überzeugungen.

### Rechtfertigungslehre
Die Rechtfertigungslehre ist ein zentraler Bereich der Theologie Martin Luthers, in der es um die Frage geht, inwiefern wir vor Gott gerecht sind.
Luther erörterte die bereits von Paulus diskutierte Gerechtigkeit allein aus Glauben, sola fide (Römer 1,17 ), die zur Hauptantriebsfeder der Reformation wurde. Luthers Auffassung von der Rechtfertigung wurde vom Konzil von Trient verurteilt.
Vieles in dem Streit zwischen den nach der Reformation entstehenden römisch-katholischen und evangelischen Konfessionen ist nur zeitabhängig zu verstehen. Das große Zerwürfnis über das zentrale Thema der Rechtfertigung ist inzwischen durch ein ökumenisches Konsenspapier entschärft worden, das von offiziellen Vertretern der Konfessionen am 31. Oktober 1999 in Augsburg unterzeichnet wurde.

## Dogmengeschichtsschreibung

### Vorläufer dogmengeschichtlichen Denkens
Vinzenz von Lérins brachte in seinem Commonitorium die für die Alte Kirche gültige Definition des Dogmas: „was überall, was immer und was von allen geglaubt wurde“ (quod ubique, quod semper, quod ab omnibus creditum est). Veränderungen des Dogmas sind aus dieser Sicht nur scheinbar oder situationsbedingt; es sind die Häretiker, die etwas Neues einführen wollen. Man kann die Auseinandersetzung der Kirche mit den Häresien historisch betrachten; insofern gibt es in der Alten Kirche Dogmengeschichte als Geschichte der Häresien.
Die Reformatoren hinterfragten die Dogmen, verglichen sie mit der Heiligen Schrift und stellten eine unterschiedliche Nähe zum Evangelium fest. In diesem Zusammenhang begegnet bei Martin Luther (Von den Conciliis und Kirchen, 1539) der Gedanke, dass Dogmen sich entwickeln können. „Für den Bereich des Protestantismus ist die Auffassung der Dogmen als unfehlbarer Glaubenssätze zu keiner Zeit gültig gewesen,“ so Bernhard Lohse, der darauf verweist, dass die Reformationskirchen ihre autoritativen Texte nicht als Dogmen, sondern als Bekenntnisschriften bezeichnen.
Im Zeitalter der Konfessionalisierung versuchen römisch-katholische, lutherische und reformierte Theologen die Richtigkeit der eigenen Kirchenlehre zu erweisen und die beiden anderen Positionen der Fehlerhaftigkeit zu überführen. Nachtridentinische katholische Theologen verfolgten die Strategie, in der Bibel nicht enthaltene Kirchenlehren aus einer mündlichen Tradition der Apostel abzuleiten. Im Interesse konfessioneller Kontroverstheologie entstehen die ersten Werke, die dogmengeschichtlich argumentieren:
- Dionysius Petavius SJ: De theologicis dogmatibus (1644–1650) erkannte das Dogma in der von der Kirche angenommenen Lehre;
- John Forbes of Corse: Instructiones historicae-theologicae (1645) setzte das Dogma mit den Fundamentalartikeln gleich.

Mit ihrer Erschließung der Quellen leisteten sie Vorarbeiten für die eigentliche Dogmengeschichtsschreibung, welche mit der Aufklärung einsetzt.

### Dogmenkritik der Aufklärung

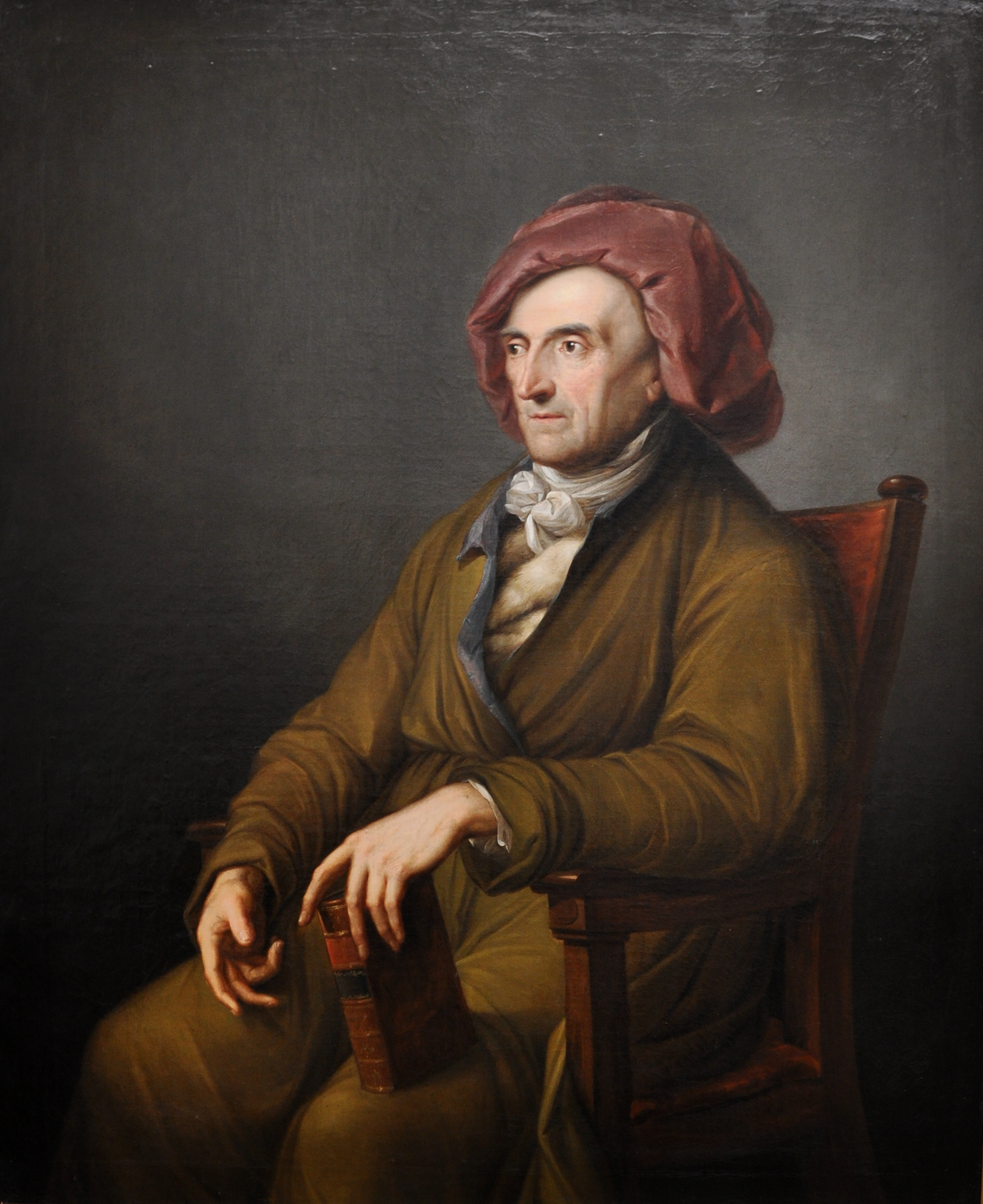
Johann Friedrich Wilhelm Jerusalem

Parallel mit der historisch-kritischen Bibelexegese entstand im Raum des Protestantismus die Dogmengeschichte. Verschiedene Impulse kamen zusammen: solche aus der Geschichtswissenschaft, das reformatorische Verständnis von Kirche und Lehre sowie rationalistische Dogmen- und pietistische Kirchenkritik. Johann Friedrich Wilhelm Jerusalem plante, eine Dogmengeschichte der Alten Kirche zu schreiben und wollte damit die kontroverstheologische Polemik durch eine historische Betrachtung ersetzen. Wenn man die Entwicklung der Tradition untersuchte, könnte man das ursprüngliche, einfache Christentum vom Beiwerk und von Fehlentwicklungen unterscheiden. Insbesondere die „Hellenisierung“ des Christentums wurde hinterfragt. Der unausgeführte Plan Jerusalems zeigt die kritische Funktion der Dogmengeschichte.
Als eigentlicher Begründer der Dogmengeschichte gilt Johann Salomo Semler. Sein Zugang zum Thema ist historisch-kritisch. Indem die Dogmen als etwas Veränderliches erforscht werden, wird deren Absolutheitsanspruch obsolet. Die Dogmen werden durch das Verständnis des historischen Kontextes, in dem sie formuliert wurden, in anderer Weise nachvollziehbar und haben, da die Kirche als Institution notwendig sei, für Semler auch ihren relativen Wert. Die Umsetzung dieses Programms in einer großen, aus den Quellen entwickelten Gesamtdarstellung leistete Wilhelm Münscher (Handbuch der christlichen Dogmengeschichte, 3 Bände 1797–1802).

„Indem sie [= die Dogmengeschichte] nämlich den Ursprung, und die Veranlassung, wie manche Vorstellung in das Christenthum gekommen sind, durch welche Mittel man ihnen Ansehn und Gültigkeit verschafft hat, aufdeckt, so bereitet sie dadurch das Urtheil vor, was als wahres Christentum beybehalten, und was als unnütz oder als schädlich weggeworfen werden müsse.“

### Idealismus

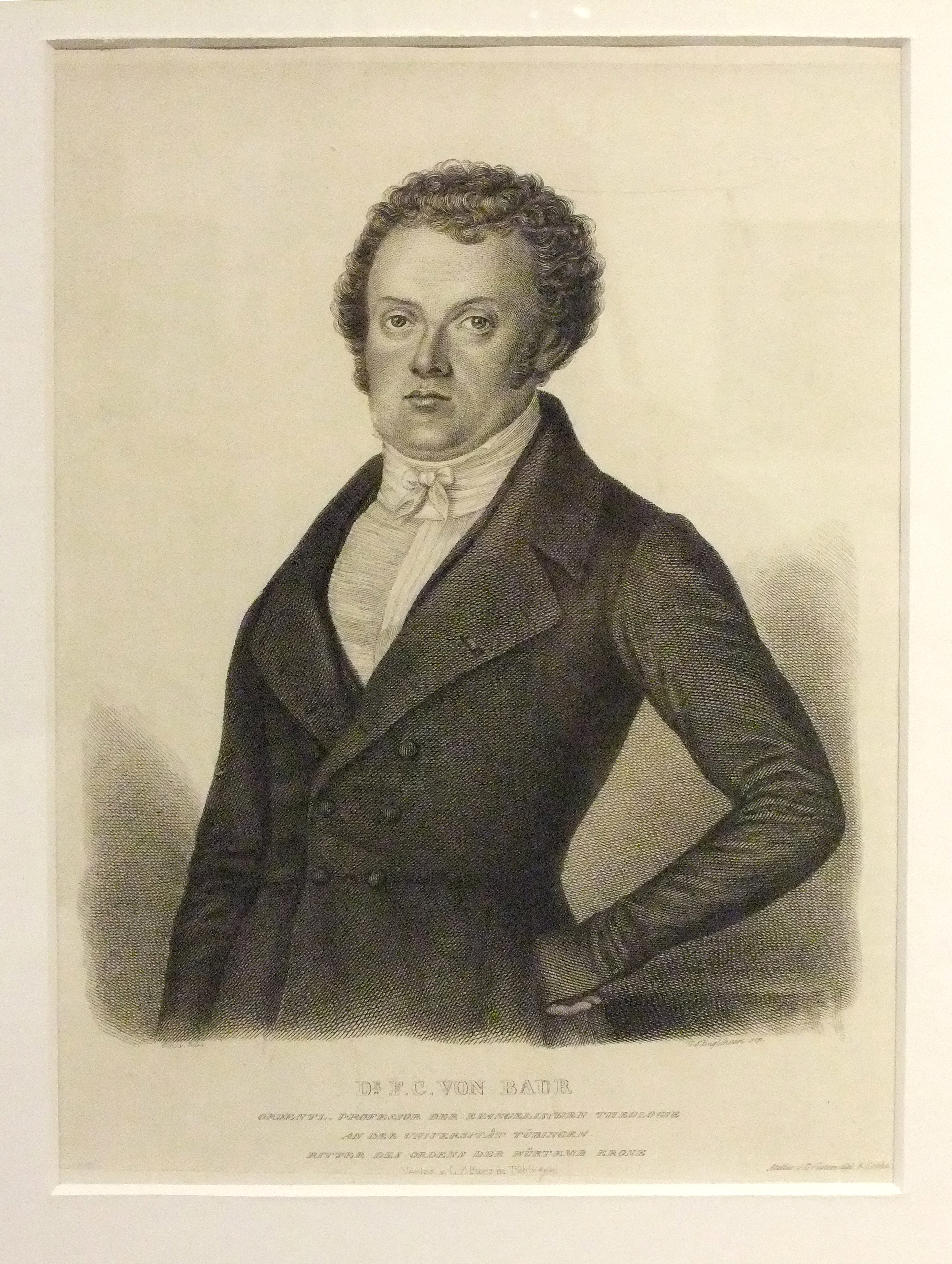
Ferdinand Christian Baur

Bald zeigte sich das Problem, dass die Dogmengeschichte bei diesem rationalistischen Zugang in eine Masse von Einzelinformationen zerfiel. Welchen Nutzen die Beschäftigung damit für die Gegenwart hätte, war nicht mehr einsichtig. Georg Wilhelm Friedrich Hegels Geschichtsphilosophie war die Grundlage, auf der Ferdinand Christian Baur einen Neuentwurf der Dogmengeschichte vorlegte. Nicht als disparate Masse historischer Einzelheiten, sondern als organische Entwicklung, die einer inneren Logik folgt, solle die Dogmengeschichte gesehen werden. „Obwohl Baurs Konstruktionen nur z. T. überzeugten, stellte doch das Gesamtverständnis der D[ogmengeschichte] als eines geistigen Prozesses einen enormen Forschritt dar.“ Isaak August Dorner legte einen christologischen Entwurf der Dogmengeschichte vor („Idee des Gottmenschen“), während Philipp Konrad Marheineckes Dogmengeschichte trinitarisch konzipiert war. Die „Entwicklung des christlichen Prinzips“ in verschiedenen historischen Situationen, von der Dogmengeschichte beschrieben, mündet bei Dorner ein in die Dogmatik und Symbolik (Lehre von den Bekenntnisschriften) der eigenen Gegenwart.

### Neuluthertum

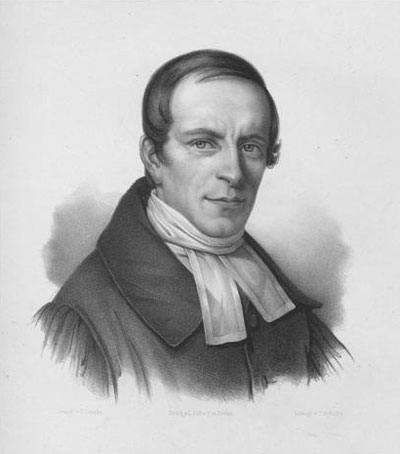
Theodor Kliefoth

Eine andere Alternative zur rationalistischen Dogmenkritik fand der lutherische Konfessionalismus des 19. Jahrhunderts, der ein erneutes Interesse an den Bekenntnisschriften der Reformationszeit (= BSLK) entwickelte. Hier wirkten auch Impulse der Erweckungsbewegung ein, und außer der Lektüre Hegels erkennt man Einflüsse von Friedrich Schleiermacher und Friedrich Wilhelm Joseph Schelling. In seiner Einleitung in die Dogmengeschichte (1839) versteht Theodor Kliefoth diese als Lebensäußerung der lutherischen Kirche und Entfaltung der ihr anvertrauten Wahrheit (= neues Leben). Diese vollziehe sich in vier „Dogmenkreisen“; jeder Periode der Kirchengeschichte wird ein dogmatisches Hauptthema zugeordnet:
- Alte Kirche: Lehre von Gott, dem Urheber neuen Lebens;
- Mittelalter: Lehre vom Menschen – das neue Leben im Spannungsfeld von Sünde und Gnade;
- Reformationszeit: Rechtfertigung und Heiligung – Aneignung des neuen Lebens;
- Neuzeit: Lehre von der Kirche – das neue Leben in Gemeinschaft

Der Erlanger Gottfried Thomasius (Die christliche Dogmengeschichte als Entwicklungsgeschichte des christlichen Lehrbegriffs, 1874–1876) sah ähnlich wie Kliefoth eine Entwicklung des für die Kirche lebensnotwendigen Bekenntnisses in historischen Perioden, zulaufend auf die Konkordienformel. Neu ist bei Thomasius die Unterscheidung von Hauptdogmen und diesen zugeordneten Nebendogmen.

### Liberale Theologie und Positivismus

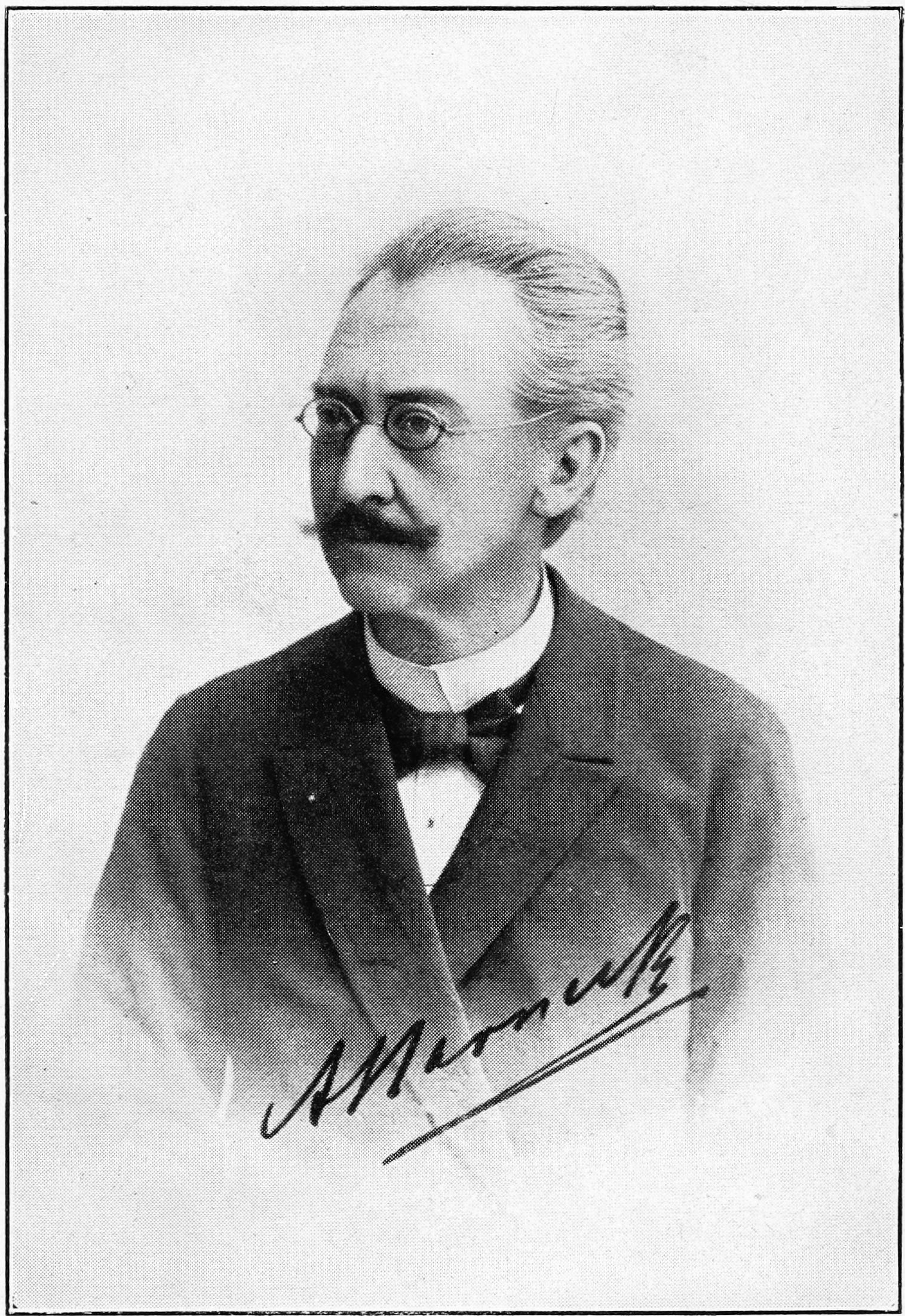
Adolf von Harnack

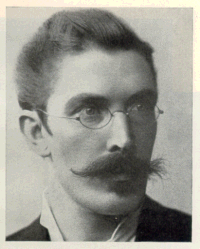
Friedrich Loofs

Den klassischen Entwurf einer liberalen Dogmengeschichte legte Adolf von Harnack vor (Lehrbuch der Dogmengeschichte, 1886/90). Bekannt ist Harnacks Definition des Dogmas:

„Das Dogma ist in seiner Conception und in seinem Ausbau ein Werk des griechischen Geistes auf dem Boden des Evangeliums. Indem es in sich zusammenfasste und auf einen vorzüglichen Ausdruck brachte, was die griechische Philosophie und das Evangelium (mitsammt seiner ATlichen Begründung) an religiösen Erkenntnissen boten, … ist es das Mittel geworden, durch welches die Kirche die antike Welt erobert und die neuen Völker erzogen hat.“

Die Dogmengeschichte kam laut Harnack in den christlichen Konfessionen zu unterschiedlichen Zeiten zum Abschluss: In den orthodoxen Kirchen bereits 787 bzw. nach den ökumenischen Konzilien („dies zu erkennen, ist ungleich wichtiger, als die Theologumena zu registriren, welche einzelne Bischöfe und Gelehrte im Orient, z. Th. beeinflusst durch das Abendland, später aufgebracht haben“); im Westen konstatierte Harnack drei Endpunkte: in der Reformation, im Sozinianismus und im Ersten Vatikanischen Konzil. Harnack unterschied scharf zwischen der Verkündigung Jesu (Evangelium) und dem Dogma; obwohl er die Dogmengeschichte als historisch notwendig ansah, wird der Prozess letztlich doch negativ bewertet: als Überfremdung der Jesusbotschaft durch den Hellenismus. Wolf-Dieter Hauschild vermutet mehrere Elemente, die Harnacks Dogmenkritik ihre breite Rezeption, über den theologischen Liberalismus hinaus, sicherten: ein starker Rückbezug auf die Bibel, verbunden mit „antimetaphysischer Konzentration auf das gläubige Subjekt.“ Friedrich Loofs bot in seinem viel rezipierten Leitfaden zum Studium der Dogmengeschichte (1889) eine kirchlich abgemilderte Version der Harnackschen Dogmengeschichte. Indem Loofs eine „kleinasiatische Theologie“ postulierte, konnte er den Übergang vom Urchristentum zur Alten Kirche weniger als Überfremdung denn als Entwicklung beschreiben.
Ein dem historischen Positivismus verpflichtetes Standardwerk der Dogmengeschichte verfasste Reinhold Seeberg (Lehrbuch der Dogmengeschichte, 1895–1920). Seeberg bezog damit deutlich eine Gegenposition zu Harnack. Subjekt der Dogmengeschichte seien nicht Theologen, sondern die christliche Gemeinde; gemäß ihrer unterschiedlichen Frömmigkeit präge sie Typen des Christentums aus, die teils historisch einander folgen, teils als Konfessionen parallel nebeneinander bestehen. Harnacks und Seebergs unterschiedliche Positionierungen lassen sich daran illustrieren, wie sie die Rolle der Reformation in der Dogmengeschichte bewerteten. Seeberg sah eine Kontinuität, die von der Alten Kirche bis zum Augsburger Bekenntnis 1530 reichte, welches er geradezu als „das neue Dogma“ bezeichnen konnte. Harnack dagegen konzentrierte sich auf die Persönlichkeit Luthers, bei dem er Größe und Grenze sah; der Protestantismus müsse über Luther hinausgehen. Er kritisierte, dass das alte Dogma, quasi gereinigt, im Luthertum in Kraft geblieben sei – wofür das Augsburger Bekenntnis die „klassische Urkunde“ sei.

### Katholizismus im 19. Jahrhundert

Johann Adam Möhler

In der römisch-katholischen Theologie wurde das Dogma bis ins 20. Jahrhundert als unveränderlich verstanden, und dies ließ nur eine Dogmenentwicklung, keine Dogmengeschichte zu. Die katholische Tübinger Schule (Johann Adam Möhler) verstand vor dem Hintergrund des romantischen Geschichtsverständnisses auch die kirchlichen Dogmen als etwas Dynamisches, organisch sich Entwickelndes. Doch legte Möhler nur kleinere Arbeiten (Athanasius, 1827) vor. John Henry Newman verstand Dogmengeschichte in ähnlicher Weise als fortschreitende Entfaltung der „Idee des Christentums“; vermittels ihres Illative sense könne die Kirche in ihre jeweilige Zeit hinein und bezogen auf ihre Fragestellungen diese Glaubenswahrheit formulieren.
Ab Mitte des Jahrhunderts dominierte aber die Neuscholastik. Joseph Schwane verfasste die erste katholische Gesamtdarstellung der Dogmengeschichte, die allerdings „weniger die Geschichtlichkeit des Dogmas als dessen Bestand im Verlauf der Geschichte thematisierte.“ Er bezog die Überlegungen von Newman nicht mit ein.
Die Theologen des Modernismus (zum Beispiel Joseph Turmel) protestierten gegen die Unveränderlichkeit des Dogmas. Dogmen seien „Symbole“ der Wahrheit und nicht nur äußerlich, sondern in ihrer Substanz geschichtlichen Wandlungen unterworfen.

### Protestantismus im 20. Jahrhundert
Nach Wolf-Dieter Hauschild war die protestantische Dogmengeschichte stark durch das Geschichtsinteresse des 19. Jahrhunderts geprägt und wurde in dieser intensiven Form nach 1918 nicht mehr fortgesetzt. Karl Barth und die Dialektische Theologie werteten zwar die Dogmatik auf, ein größeres dogmengeschichtliches Werk aus dieser Schule existiert aber nicht. Im deutschsprachigen Raum erschienen folgende Gesamtdarstellungen der Dogmengeschichte:
- Walther Köhler: Dogmengeschichte als Geschichte des christlichen Selbstbewußtseins (1938–1951)
- Martin Werner: Die Geschichte des christlichen Dogmas (1941)
- Bernhard Lohse: Epochen der Dogmengeschichte (1963)
- Alfred Adam: Lehrbuch der Dogmengeschichte (1965–1968) folgt Kliefoths Aufriss: Trinitätslehre, Christologie, Heilsvermittlung, Heilsaneignung, Reich Gottes.
- Wolf-Dieter Hauschild: Lehrbuch der Kirchen- und Dogmengeschichte (1995–1999) verbindet Kirchen- und Dogmengeschichte, was einem Trend entspricht. Die Dogmengeschichte wird zunehmend in die allgemeine Theologiegeschichte integriert.[34]

### Katholizismus im 20. Jahrhundert
Die Geschichtlichkeit des Dogmas wurde unter anderem von Karl Rahner und Josef Ratzinger als fortschreitende Aneignung des Christusgeschehens im Glauben der Kirche interpretiert. Diese Aneignung habe ihre menschlichen Beschränkungen und sei wandelbar, gerade so stehe sie aber in Kontinuität mit dem biblischen Christuszeugnis. Rahners Überlegungen gingen vom neuen Mariendogma (Aufnahme Mariens in den Himmel, 1950) aus. Er wandte sich gegen die Vorstellung, es habe in der ersten christlichen Generation eine Art Katechismus von Glaubenssätzen gegeben, der seither in der Kirche immer wieder neu kommentiert werde. Denn Offenbarung sei nicht Mitteilung von Glaubenswahrheiten, sondern Selbstmitteilung Gottes. Der Glaube der Kirche (hier hat das Lehramt für Rahner seine unverzichtbare Funktion) erkenne Neues, das in den überlieferten Glaubenssätzen implizit enthalten sei – es müsse nicht streng logisch daraus hergeleitet werden, sondern es reiche, wenn sich die neue Glaubensaussage harmonisch in den Gesamtzusammenhang einfüge (Konvenienzargument).
Während das umfangreiche Handbuch der Dogmengeschichte (Michael Schmaus, Alois Grillmeier, Leo Scheffczyk) in der Darbietung des Stoffes bei der traditionellen Loci-Methode bleibt, spiegeln einige Arbeiten, die einen Teilbereich der Dogmengeschichte behandeln, eher den Stand der Theoriediskussion:
- Alois Grillmeier: Jesus der Christus im Glauben der Kirche (1979–2014),
- Alois Grillmeier, Heinrich Bacht: Das Konzil von Chalkedon. Geschichte und Gegenwart (1951),
- Basil Studer: Gott und unsere Erlösung im Glauben der Alten Kirche (1985).

Ob dogmengeschichtliche wichtige Urteile der theologischen Wissenschaft gegenüber Äußerungen des kirchlichen Lehramts einen Vorrang beanspruchen können, ist interkonfessionell umstritten. Katholischerseits wurde der Anspruch, dass die Theologie den jeweiligen Erkenntnisstand der Wissenschaften in das kirchliche Leben zu integrieren habe, 1907 als Modernismus verurteilt und im Zweiten Vatikanischen Konzil nur partiell zugestanden. Die Dogmengeschichte ist aus offiziell katholischer Sicht auch heute nur ein Hilfsmittel zur Erklärung der Tradition, die im wesentlichen Kernbereich verbindlich bleibt, vgl. Unfehlbarkeit.

## Neue Entwicklungen
Die Dogmengeschichte hat gegenüber der allgemeinen Kirchen- und Theologiegeschichte ihr Proprium weiterhin darin, dass sie sich auf die kirchliche Lehrentwicklung konzentriert und auf jene Theologen, die dazu beitrugen oder darauf reagierten. Die Spätantike war die Zeit, in der die großen Dogmen der Christenheit formuliert wurden. Daher beschäftigt sich die Dogmengeschichte bevorzugt mit der Alten Kirche. Dies hat ökumenisches Potential, gerade im Bereich der Soteriologie und Ekklesiologie, weil viele christliche Konfessionen sich auf Konzilien und Theologen der Alten Kirche positiv beziehen. „Neben die traditionelle Zuordnung der Dogmengeschichte zur Dogmatik und Symbolik tritt somit diejenige zur Ökumenik; von dorther kann sie den Gegenwartsbezug neu profilieren…“

### Lexikonartikel
- Gerhard May: Dogmengeschichte/Dogmengeschichtsschreibung. In: Religion in Geschichte und Gegenwart (RGG). 4. Auflage. Band 2, Mohr-Siebeck, Tübingen 1999, Sp. 915–920.
- Joachim Drumm: Dogmenentwicklung. In: Walter Kasper (Hrsg.): Lexikon für Theologie und Kirche. 3. Auflage. Band 3. Herder, Freiburg im Breisgau 1995, Sp. 295–298.
- Joachim Drumm: Dogmengeschichte, Dogmengeschichtsschreibung. In: Walter Kasper (Hrsg.): Lexikon für Theologie und Kirche. 3. Auflage. Band 3. Herder, Freiburg im Breisgau 1995, Sp. 298–301.
- Wolf-Dieter Hauschild: Dogmengeschichtsschreibung. In: Theologische Realenzyklopädie (TRE). Band 9, de Gruyter, Berlin / New York 1982, ISBN 3-11-008573-9, S. 116–125.
- Friedrich Loofs: Dogmengeschichte. In: Realencyklopädie für protestantische Theologie und Kirche (RE). 3. Auflage. Band 4, Hinrichs, Leipzig 1898, S. 752–764.

### Monographien und Handbücher
- Carl Andresen u. a. (Hg.): Handbuch der Dogmen- und Theologiegeschichte. UTB. 2. Auflage, Stuttgart 1998. ISBN 978-3-8252-8039-0 (evangelisches Standardwerk zum Thema).
- Joseph Barbel: Einführung in die Dogmengeschichte. Hrsg. von Albert Fries. Paul Pattloch Verlag, Aschaffenburg 1975, ISBN 3-557-94167-1.
- Bernhard Lohse: Epochen der Dogmengeschichte. 5. Auflage, Stuttgart 1963. ISBN 3-7831-0702-4.
- Karlmann Beyschlag: Grundriß der Dogmengeschichte
  - Bd. 1: Gott und Welt, 2. Auflage. Wissenschaftliche Buchgesellschaft, Darmstadt 1988.
  - Bd. 2: Gott und Mensch. Teil 1: Das christologische Dogma. Wissenschaftliche Buchgesellschaft, Darmstadt 1991.
  - Bd. 2: Gott und Mensch. Teil 2: Die abendländische Epoche. Wissenschaftliche Buchgesellschaft, Darmstadt 2000.
- Handbuch der Dogmengeschichte, hg. von Michael Schmaus, Alois Grillmeier, Leo Scheffczyk; fortgeführt von Michael Seybold und Erich Naab. 4 Bde. in zahlreichen Teilbänden. Freiburg i.Br. 1951ff. (Stand 2018: 48 Faszikel erschienen; katholisches Standardwerk zum Thema)
- Adolf von Harnack: Lehrbuch der Dogmengeschichte. 3 Bde., 4. Auflage, 1909 bis 1910.
- Friedrich Loofs: Leitfaden zum Studium der Dogmengeschichte. 4. Auflage, Halle 1906.
- Jaroslav Pelikan: The Christian Tradition: A History and Development of Doctrine 5 Bde., 1971 bis 1989, ISBN 0-226-65371-4, ISBN 0-226-65373-0, ISBN 0-226-65375-7, ISBN 0-226-65377-3, ISBN 0-226-65380-3.
- Martin Werner: Die Entstehung des christlichen Dogmas. 2. Auflage, Bern/Tübingen 1954.